# ميلاد سرلك
ميلاد سرلك (بالفارسية: میلاد سرلک چیوا) هو لاعب كرة قدم إيراني في مركز الوسط، ولد في 26 مارس 1995 في مدينة أصفهان في إيران. شارك مع منتخب إيران تحت 20 سنة لكرة القدم. أما مع النوادي، فقد لعب مع نادي سباهان أصفهان.

## وصلات خارجية
- ميلاد سرلك على موقع قاعدة بيانات كرة القدم.إي يو (الإنجليزية)
- ميلاد سرلك على موقع ناشيونال فوتبول تيمز (الإنجليزية)
- ميلاد سرلك على موقع Soccerway.com (الإنجليزية)
- ميلاد سرلك على موقع عالم كرة القدم.نت (الإنجليزية)